# 賈魯
賈 魯（か ろ、1297年 - 1353年6月17日）は、元朝に仕えた漢人官僚。字は友恒。沢州高平県の人。黄河の改修工事を行ったことで知られている。

## 概要
明経をもって2度官に挙げられて泰定年間に東平路儒学教授に任じられ、以後地方官や戸部主事を歴任する。至正年間にトクトが丞相となると、『宋史』の編纂に携わる。これが縁でトクトの信任を受けると、貧民救済策を纏めた。至正4年（1344年）に黄河の大氾濫が起きると、大都周辺の治水を預かる行都水監に任じられる。彼は被害地域を視察して、大規模な治水工事の必要性を訴えて2度にわたってその計画図を提出した。だが、トクトの父のマジャルダイが無実の罪で流されると、トクトも辞任してしまい賈魯自身も工部への移動が命じられて計画は中止される。だが、至正9年（1349年）にトクトが丞相に復帰すると、賈魯はかつて提案した治水計画の必要性を再び訴えた。2年後、賈魯の提案が認められ、彼は工部尚書総治河防使に任じられて工事の総責任者となった。彼は13路（地域）から官民合わせて17万人を動員してわずか3カ月で工事を完成させる。これによって黄河の氾濫は食い止められ、彼が築いた水路は「賈魯河」と呼ばれるようになった。続いて、鄭州の治水工事にも辣腕を振るい、その功によって集賢大学士・中書左丞に任じられて多額の褒賞を授かった。だが、この工事によって直接恩恵を受けない江南地域を中心に民衆の不満が高まり、紅巾の乱が勃発する。賈魯はトクト率いる討伐軍に従って濠州に立て籠もる郭子興を攻めるが、戦闘中に落馬してその傷が元で病死した。
賈魯は雨期に入って黄河が増水して再び氾濫を起こす前に工事を終えようと考えて、余りにも大規模な工事を行ったために、古くはこの工事が元朝滅亡の遠因の一つであると考えられてきた。だが、近年では元朝の衰退は既に覆い難い状態であり、その中で賈魯が洪水を防いだ事が結果的には華北住民の元朝に対する信頼を取り戻す結果となったため、結果的には元朝を延命させる効果があったとする歴史学者も存在する。